# Krępiec (rzeka)
Krępiec (na niektórych mapach występuje jako Krępianka) – strumień, lewy dopływ Krypianki. Jego początek znajduje się w bardzo głębokim wąwozie o długości około 1,5 km, w którym bije jedno z największych i najpiękniejszych źródeł w Puszczy Kozienickiej. Nad wąwozem rosną jawory o fantazyjnych skręconych konarach (największy z nich ma obwód 300 cm), a także dęby i sosny. Na obszarze tym w roku 1994 utworzono Rezerwat przyrody Krępiec. W zimnych wodach strumienia żyją m.in. wypławki alpejskiej. Niegdyś na skraju wsi Molendy wody Krępca napędzał młyn. Krępiec wpada do rzeki Krypianki (Breźniczki), będącej lewym dopływem Łachy.